# Serbie aux Jeux olympiques d'hiver de 2022
La Serbie participe aux Jeux olympiques d'hiver de 2022 à Pékin en Chine du 4 au 20 février 2022. Il s'agit de sa quatrième participation à des Jeux d'hiver.

## Résultats en ski alpin
| Athlète           | Épreuve         | 1re manche    | 1re manche  | 2e manche    | 2e manche    | Total         | Total        |
| Athlète           | Épreuve         | Temps         | Rang        | Temps        | Rang         | Temps         | Rang         |
| ----------------- | --------------- | ------------- | ----------- | ------------ | ------------ | ------------- | ------------ |
| Marko Vukićević   | Super G hommes  | Non disputé   | Non disputé | Non disputé  | Non disputé  | 1 min 29 s 45 | 34e          |
| Marko Vukićević   | Descente hommes | Non disputé   | Non disputé | Non disputé  | Non disputé  | Abandon       | Abandon      |
| Nevena Ignjatović | Descente femmes | Non disputé   | Non disputé | Non disputé  | Non disputé  | 1 min 40 s 73 | 30e          |
| Nevena Ignjatović | Combiné femmes  | 1 min 37 s 02 | 22e         | Disqualifiée | Disqualifiée | Disqualifiée  | Disqualifiée |